# Thymebatis aequicinctus
Thymebatis aequicinctus är en stekelart som först beskrevs av Maximilian Spinola 1851.  Thymebatis aequicinctus ingår i släktet Thymebatis och familjen brokparasitsteklar. Inga underarter finns listade i Catalogue of Life.